# Pólya György
Pólya György (George Pólya) (Budapest, 1887. december 13. – Palo Alto, 1985. szeptember 7.) magyar matematikus, fizikus és metodológus. Világhírű tudós, a heurisztika kidolgozója.

## Életpályája
Apja, Pólya Jakab (1844–1897) közgazdász volt, aki 1882-ben változtatta meg a család nevét Pollákról Pólyára, és 1886-ban feleségével, Deutsch Annával római katolikus hitre tért át. Hat gyermekük született: Jenő, Ilona, Flóra, Anna, László és György.
Szülővárosában végezte az elemi iskola osztályait. Tanulmányait 1897 és 1905 között a Berzsenyi Dániel Gimnáziumban folytatta, ahol a biológia és az irodalom voltak kedvenc tantárgyai, ám matematikában ekkor még nem jeleskedett. 
Egyetemi tanulmányait 1905-ben kezdte meg. Előbb a Budapesti Tudományegyetem Jog- és Államtudományi Karára járt, majd átiratkozott az irodalmi és filozófiai szakra. Kedvenc professzora, Alexander Bernát hatására a filozófia iránt kötelezte el magát. Mestere, Alexander Bernát ezt nem ellenezte, de azt ajánlotta, hogy későbbi sikeres alkotótevékenysége érdekében még tanuljon matematikát és fizikát. Megfogadta tanácsát, ezért a budapesti egyetemen továbbtanult, a fizikában Eötvös Loránd, a matematikában Fejér Lipót előadásait hallgatta. Elmondása szerint matematikussá válásában a legnagyobb szerepet a Középiskolai Matematikai és Fizikai Lapok, és Fejér játszotta. Az egyetemen találkozott Szegő Gáborral, kivel később számos közös tanulmánya volt.
1910/11-ben a Bécsi Egyetemre járt, miközben egy előkelő család gyermekének korrepetálásából tartotta el magát. Visszatérve Budapestre a geometriai valószínűség-elmélet témakörben megvédte matematikai doktorátusát Fejér Lipót vezetése mellett. 1912-ben és 1913-ban a matematika akkori „fővárosában”, Göttingenben dolgozott, olyan nagyságok közelében, mint Hilbert, Weyl vagy Landau. Az egyetemről viszont eltanácsolták, mivel Zürichből Frankfurtba utazva a vonaton összeszólalkozott egy fiatalemberrel, amiből azután verekedés lett, és ebből Pólya György került ki győztesen. Később kiderült, hogy a megvert fiú apja Göttingen egyik hatalmassága volt.
Ezután Pólya rövid párizsi tanulmányútra ment. Ott postázták neki az általa leginkább csodált matematikus, Adolf Hurwitz, a Zürichi Műszaki Egyetem matematikai tanszék igazgatójának a levelét, amiben meghívta az intézetbe. Ezt Pólya elfogadta, és 1914-től egészen 1919-ig ott dolgozott. A világháború kitörésekor a katonaköteles Pólyát is hazarendelték. A mélyen pacifista érzelmű matematikus megtagadta jelentkezését a vizsgálaton, s e tettével hosszú időre lehetetlenné tette hazatérését, hiszen ha hazajön, bebörtönözik. Így felvette a svájci állampolgárságot, és csak 1967-ben, 54 évvel utolsó, 1913. évi itthonléte után látogatott el Magyarországra.
Állását 1920-ban már címzetes egyetemi tanárként hosszabbították meg a zürichi műszaki egyetemen. 1923-ban kezdte meg az együttműködését Szegő Gáborral, aminek köszönhetően 1925-ben megjelent közös könyvük (Feladatok és tételek az analízis köréből), mely mindkettőjük nemzetközi reputációját magasra emelte. 1924-ben Rockefeller-ösztöndíjjal Angliába mehetett, ahol G. H. Hardyval dolgozhatott együtt, melynek eredményeképpen közös könyvük jelent meg. 1933-ban újabb Rockefeller-ösztöndíjjal a mind nagyobb tekintélyt szerző Princetoni Egyetemre mehetett.
1940-ben – svájci állampolgárként is – úgy érezte, hogy Európában zsidó származása miatt helyzete kritikussá válhat, ezért az USA-ba emigrált. Végül Stanfordban kötött ki, amelynek világhírű egyetemén 1953-ig, nyugdíjba vonulásáig professzorként dolgozott. Amerikába érkezése után fejezte be A gondolkodás iskolája című könyvét, amely 1945-ben jelent meg. 1951-ben megint Szegő Gáborral publikált könyv formájában a matematikai-fizikában elért eredményeiket, amiből legtöbbet a kibernetika hasznosított.

## Munkássága

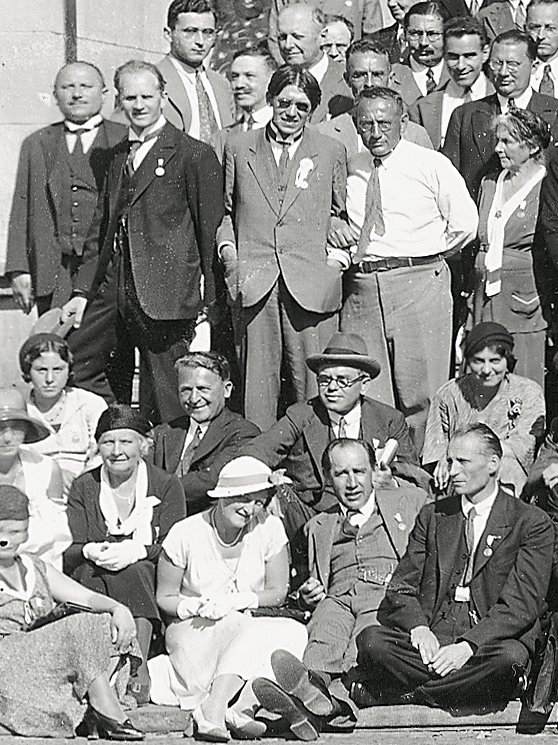
Matematikusok 1932 évi nemzetközi kongresszusa Zürichben

### Matematikai eredményei
- 1918-ban Vinogradovval, függetlenül bebizonyította, hogy ha {\displaystyle \chi } tetszőleges nemfő karakter mod q, akkor

- 1921-ben igazolta, hogy ha egy pont az r dimenziós rácspontokban bolyong (tehát mindig véletlenszerűen megy tovább a 2r szomszéd pont valamelyikébe), akkor r=1 vagy 2 esetén 1 valószínűséggel végtelen sokszor visszatér a kezdőpontba, míg {\displaystyle r\geq 3} esetén csak véges sokszor.
- Igazolta, hogy {\displaystyle 2^{z}} a legkisebb transzcendens függvény, amely minden természetes szám helyen egész értéket vesz fel.

### A gondolkodás iskolája
Pólya György volt a matematikaoktatás megreformálásának egyik ösztönzője és a heurisztika kidolgozója. 1945-ben írt művét, a Gondolkodás iskoláját (eredeti címe: How to Solve It) 16 nyelvre fordították le. Ebben egy matematikai probléma megoldásának következő négy lépését részletezi:
1. Értsd meg a problémát
2. Készíts tervet a probléma megoldására
3. Hajtsd végre a tervedet
4. Ellenőrizd az eredményt, és gondold át, hogyan lehetne javítani rajta

A könyv egy nagyon hasznos szótárszerű stratégiagyűjteményt is tartalmaz, melyben többek között a mesterséges intelligenciában használatos ún. „backward chaining strategy” módszert is leírja, amit cél-hajtott stratégiának is hívnak. Lényege az, hogy a probléma megoldását egy céllistával kezdjük, és egy gondolati láncon visszafelé haladva megvizsgáljuk, hogy a rendelkezésünkre álló adatok igazolják-e e lista bármelyik célját.
Például:

Mondjuk a listán lévő egyik cél az, hogy megállapítsuk, hogy Béla ugrál. Ehhez felhasználhatjuk a következő három már ismert szabályt:
1. Ha Béla zöld, akkor Béla egy béka.
2. Ha Béla egy béka, akkor Béla ugrik.
3. Béla zöld.

Ebben az esetben az e szabályokat tartalmazó adatbázist kutatjuk, hogy olyan szabályt találjunk, melyiknek az „akkor” része megegyezik a cél-listánk egyik céljával, tehát megtaláljuk a (#2) szabályt és annak „Ha” része a listánkra kerül. A keresést megismételve, most a (#1) szabályt találjuk meg. Azt induláskor is tudtuk, hogy Béla zöld, tehát megállapíthatjuk, hogy Béla ugrál.

### Érdekes idézetek
- „How I need a drink, alcoholic of course, after the heavy chapters involving quantum mechanics”. Magyarul ez kb. annyit jelent, hogy „Kvantummechanikát felvonultató nehéz fejezetek után innom kell egy kicsit – természetesen szeszesitalt” – az eredetiben a szavak betűinek száma a π = 3,14159265358979... első tizenöt számjegyét tükrözik.
- Ha egy problémával nem boldogulsz, keress egy egyszerűbbet, amit meg tudsz oldani. (If you can't solve a problem, then there is an easier problem you can solve: find it.)

## Könyvei
- Aufgaben und Lehrsätze aus der Analysis, Springer, Berlin, 1925 (Szegő Gáborral). Magyarul: Feladatok és tételek az analízis köréből, Tankönyvkiadó, 1980
- Inequalities, Cambridge University Press, 1934 (G. H. Hardyval és J. E. Littlewooddal)
- How to solve it, A new aspect of mathematical method, Princeton University Press, 1945 (ISBN 0691080976) Magyarul: A gondolkodás iskolája, Gondolat Kiadó.
- Isoperimetric inequalities in mathematical physics, Princeton University Press, 1951 (Szegő Gáborral)
- Mathematics and Plausible Reasoning, Princeton University Press, 1954. Magyarul: I. Indukció és analógia, Gondolat Kiadó, 1988. II. A plauzibilis következtetés, Gondolat Kiadó, 1989
- Mathematical Discovery. On understanding, Learning, and Teaching Problem Solving, John Wiley and Sons, 1962. Magyarul: A problémamegoldás iskolája, Tankönyvkiadó, 1985
- Complex Variables, John Wiley and Sons, 1974 (G. Latta-val)
- Mathematical Methods in Science, Leon Bowden, Washington, 1963. Magyarul: Matematikai módszerek a természettudományban, 1984
- Notes on Introductory Combinatorics, Birkhäuser, 1983 (Robert Tarjan-nal és D. Woods-szal)

## Emlékét őrzi
- A Society for Industrial and Applied Mathematics (SIAM) Kombinatorikai Pólya-díja
- London Mathematical Society Pólya-díja
- A Mathematical Association of America (MAA) Pólya György-díja (George Pólya Award)
- A 29646 Polya kisbolygó
- A Stanford Egyetem egy épületét róla nevezték el (Polya Hall)
- Pólya György Általános Iskola (Tatabánya)